# Església de Sant Joan Baptista (Sant Adrià de Besòs)
L'Església de Sant Joan Baptista és una obra de Josep Maria Sagnier i Vidal a Sant Adrià de Besòs (Barcelonès) protegida com a Bé Cultural d'Interès Local.

## Descripció
L'església és de planta basilical amb tres naus. A l'interior trobem a una banda el baptisteri i a l'altre les escales per accedir al cor i la torre del campanar. Al fons hi ha el presbiteri de forma poligonal i a l'esquerra la capella del Santíssim. L'estructura de parets i pilars és de maó. Les cobertes inclinades són de teula àrab. Les motllures i elements decoratius són de pedra artificial. L'església va quedar inacabada: els tancaments exteriors estan sense revestir i el pòrtic d'estil neobarroc no es va arribar a fer. El coronament, constituït per un joc de corbes típic de l'arquitectura barroca, també va quedar inacabat. La façana lateral es compon per un primer cos longitudinal, continu i cec, i un segon cos enretirat que té finestres amb vitralls.

## Història
El barri de Sant Joan es va començar a construir a inicis del segle xx, al mateix temps que es va posar en marxa la fàbrica Baurier. En un inici s'anomenà urbanització Font i Vinyals, nom del propietari d'aquelles terres. Ràpidament s'hi van instal·lar més indústries: la "Borra", la "Celo"... Els fidels del barri de Sant Joan eren acollits per la parròquia de Sant Adrià. Posteriorment es va construir l'església de Sant Joan Baptista, entre 1940-50, sobre terres cedides per la família Baurier.